# Chanthaly
Pour plus de détails, voir Fiche technique et Distribution.
Chanthaly (ຈັນທະລີ) est un film laotien réalisé par Mattie Do, sorti en 2012. Il est considéré comme étant le premier film d'horreur laotien et le premier long métrage de cinéma laotien réalisé par une femme. Le premier rôle est tenu par une star locale de la pop music, Amphaiphun Phimmapunya,.

## Synopsis
Une jeune femme malade a des visions de sa mère décédée.

## Fiche technique
- Titre : Chanthaly
- Titre original : ຈັນທະລີ
- Réalisation : Mattie Do
- Scénario : Christopher Larsen et Douangmany Soliphanh
- Photographie : Christopher Larsen
- Montage : Christopher Larsen
- Production : Mattie Do, Christopher Larsen et Douangmany Soliphanh
- Société de production : Lao Art Media et Sleepy Whippet
- Pays :  Laos
- Genre : Horreur
- Durée : 98 minutes
- Dates de sortie : 
  -  Laos : 1er décembre 2012 (Luang Prabang Film Festival), 18 mai 2013

## Distribution
- Amphaiphun Phommapunya : Chanthaly
- Douangmany Soliphanh : le père
- Soukchinda Duangkhamchan : Thong
- Khouan Souliyabapha : Bee
- Soulasath Souvanavong : Keovisit
- Mango : Moo